# Pan Feihong
Pan Feihong, född 17 juli 1989 i Rui'an, är en kinesisk roddare.
Feihong blev olympisk bronsmedaljör i lättvikts-dubbelsculler vid sommarspelen 2016 i Rio de Janeiro.